# Salduie
Salduie (en escriptura ibera ) o Saldúvia (llatí: Salduvia) va ser el nom de la ciutat ibèrica sedetana situada al solar de l'actual Saragossa des de la segona meitat del segle iii aC. Està documentat en monedes ibèriques i amb el nom de Salduvia en un text de Plini el Vell. Amb la fundació de Caesar Augusta, entre l'any 25 i el 12 a. C. (molt probablement el 14 a. C.), la ciutat estat ibera va passar a convertir-se en colònia immune de ciutadans romans.
Va encunyar moneda pròpia ibèrica, pel cap baix a partir de mitjan segle ii aC i fins a la refundació romana de la urbs. Al començament del segle i aC, la ciutat està ja fortament romanitzada. L'aristocràcia indígena lluitava en esquadrons de cavalleria com a part dels contingents militars romans, s'usa el llatí com a lingua franca i es resolen plets mitjançant el dret romà.
L'urbs, i tota la Sedetània, es van mantenir permanentment com socis de Roma, al contrari que els ilergets, que van mantenir amb Indíbil i Mandoni una forta resistència a la dominació exterior.

## Prehistòria

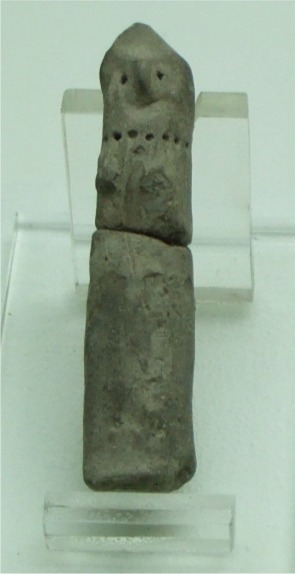
Figura femenina, terracota. Bronze Final (650 a. C - 500 a. C.) Fuentes de Ebro (Saragossa)

La població humana més antiga que es coneix en el terreny de l'actual Saragossa la testimonien uns fons de cabanes de l'Edat del Bronze Final trobats a la confluència dels rius Huerva i Ebre, i datats entre el 630 i el 600 a. C. Aquest poblament perdura en la Primera Edat del Ferro entre aquesta data i principis del segle v aC. S'han trobat diverses cases de tova en el mateix solar.
No obstant això, des del segle v aC fins al segle iii aC, no hi ha notícies de l'evolució d'aquest poblament. És de suposar que en aquest període, juntament amb tota la regió de la vall mitjana de l'Ebre, assimilés la cultura del ferro avançada, a través de la influència ibera llevantina, que va haver de transmetre al llarg de la cadena de comunicació que suposa el riu, anomenat Iberus pels romans.
Malgrat estar envoltat de pobles celtibers, la ciutat de Salduie mostra caràcters diferencials pròpiament ibers, el que fa suposar que al llarg d'aquests dos segles va experimentar un extraordinari avanç cultural i tecnològic. La ciutat va passar a superar les 10 ha al segle I a. C., el que indica una estructura sociopolítica complexa i el domini d'un entorn periurbà comparable al del terme municipal actual.

## Història
En època ibèrica van ser els sedetans els que van ocupar el territori en què s'inscrivia l'actual Saragossa. Salduie va ser la ciutat ibera sedetana, organitzada com una ciutat estat, que està documentada des de la segona meitat del segle iii aC. En aquest segle ocupava un solar de diverses hectàrees entre la confluència dels rius Ebre i Huerva i l'actual plaça de San Pedro Nolasco (prop del teatre romà), i va arribar a les 10 o 12 hectàrees al segle I a. C., comprenent el sector nord-est de la posterior ciutat romana, entre els actuals carrers de Jaime I (oest), Mayor (sud), Coso Bajo (est) i Echegaray y Caballero (nord).

Des de mitjans del segle ii aC, Salduie va encunyar moneda pròpia, encara que aquestes encunyacions van poder haver-se iniciat un segle abans. En aquestes monedes ibèriques es documenta el nom de la ciutat ibera: «Saltuie» o «Salduie», i no Salduba com es va interpretar, per error, el nom llatí de la ciutat documentat en un text de Plini el Vell, «Salduvia». No obstant això, no era la ciutat més important de la zona; altres ciutats sedetanes com Sedeisken, Kelse o Azaila la superaven, almenys fins a finals del segle ii aC. D'altra banda, Cató documenta el fort vent que bufa a la vall: cercius, el cerç.
| «                                         | Caesaraugusta, de la regió sedetana, colònia immune, banyada pel riu Ebre, on hi va haver una ciutat anomenada Salduvia, acull 55 pobles. D'aquests són de ciutadans romans els bilbilitans, els celsencs de la colònia, els calagurritans coneguts també com «nasics», els ilerdencs de l'estirp dels surdaons, a on passa el riu Sícor, els oscencs de regió d'Uesetania i els turiasonencs. Del dret llatí vell, els cascantens, ergavicens, leonicens i osicerdems. Són federats els tarracens i estipendiaris els arcobrigens, andelonens, aracelitans, els calagurritans també coneguts com «fibularencs», els conplutencs (sic), carencs, cinciencs, cortonencs, damanitans, ispalencs, ilursencs, iluberitans, iacetans, libiencs, pompelonencs i segiencs. | » |
| — Plini. Naturalis Historia, III, 3, 24.. | |   |

Al segle iii aC, els sedetans, al contrari que els seus poderosos veïns els ilergets, que donaven suport a Cartago, van ser aliats dels romans en la Segona Guerra Púnica. El primer esment d'aquest poble és de Titus Livi, que descriu com els romans, en resposta d'un atac dels ilergets als sedetanos, van derrotar els primers i van matar als seus caps Indíbil i Mandoni.

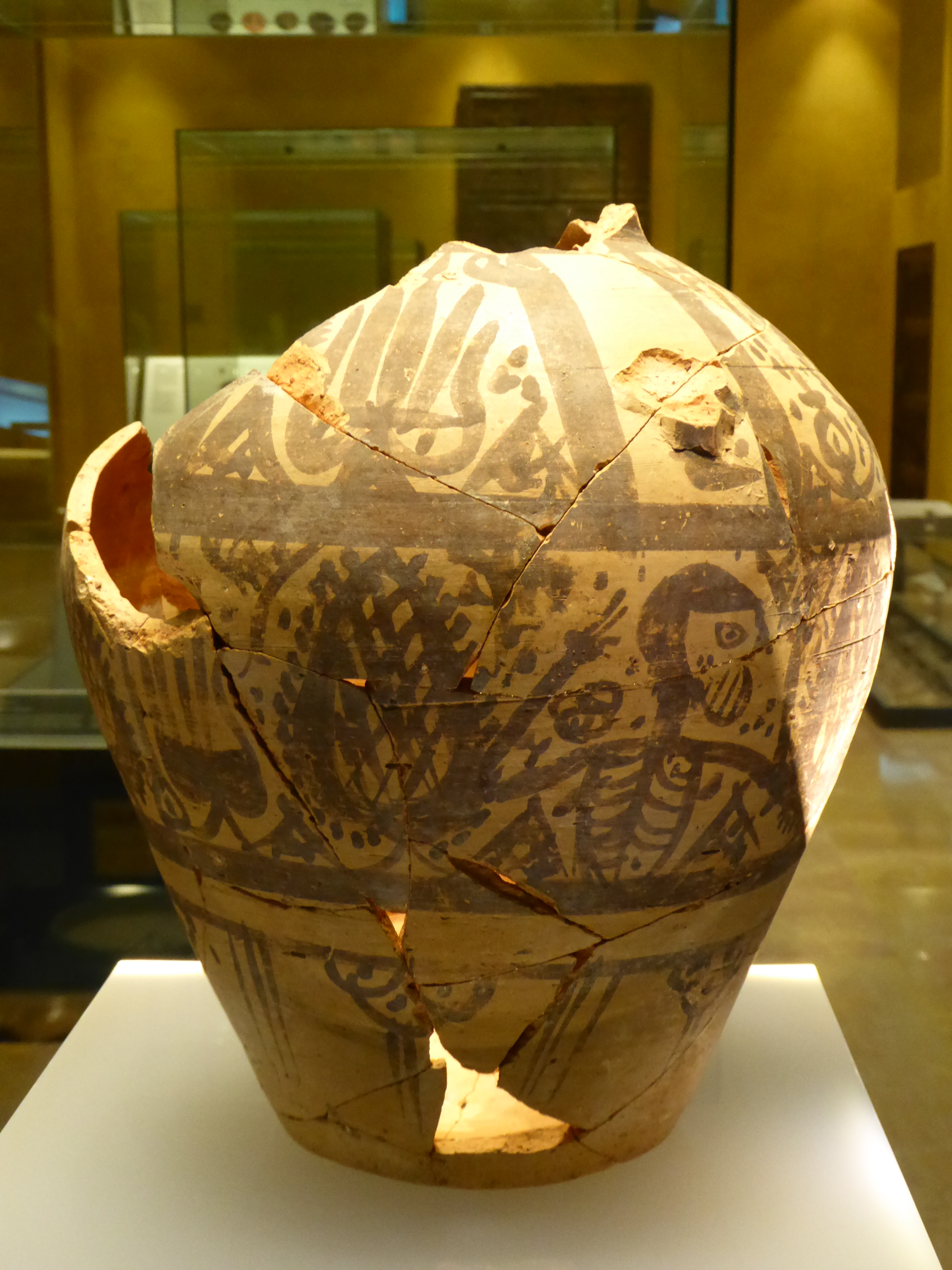
Ceràmica sedetana conservada al Museu del Teatre romà de Cesaraugusta

En el 195 a. C., un dels dos cònsols romans, Marc Porci Cató, va haver d'anar a la vall de l'Ebre a pacificar als ilergetes que s'havien aixecat contra l'imperialisme romà. Va guanyar batalles, però no va complir el seu objectiu; no només no va pacificar a les tribus iberes revoltades, sinó que va estendre el problema a territori celtiber. Va caldre esperar l'arribada de Tiberi Semproni Grac per apaivagar la zona. Va vèncer als celtibers i va deixar guarnicions a les ciutats de la vall, entre les que indubtablement estaria també Salduie.
Però malgrat tot durant tot el segle ii aC, Salduie i el poble sedetà es va mantenir fidel al Senat i Poble Romà en qualitat de «soci» (socii), això és, aliat antic. Per aquesta raó, la romanització va anar avançant progressivament al llarg de tota la vall de l'Ebre, expandint des del litoral tarragoní. Les ciutats iberes de la Sedetània van ser assimilant els costums, economia (la circulació monetària es va estendre a totes les àrees del comerç) i política romana.
Els aristòcrates de la societat indígena participaven com a tropes auxiliars en l'exèrcit romà, sobretot com genets de cavalleria, de la qual Roma era deficitària. D'aquesta manera obtenien una promoció social i personal, i presumiblement adoptarien gradualment la cultura romana per emulació i necessitat d'adaptar-se a les seves estructures militars. Els castra permanentment instal·lats en aquesta zona de rereguarda de les guerres contra els celtibers superaven a les ciutats iberes en volum de comerç o serveis. Les seves desenes de soldats atreien una ingent quantitat de recursos materials i humans, i les necessitats de proveïment se satisfeien gràcies a les capacitats dels pobles locals, ja que el transport des de Roma era molt costós.
A fins del segle ii aC, ja hi ha una via de comunicació construïda pels enginyers de les legions romanes, la missió era comunicar la vall de l'Ebre fins a Calagurris (Calahorra), amb el que cap a l'any 100 a. C. la romanització de Salduie és un fet. La noblesa local envia els seus fills a combatre com equites en l'exèrcit romà (el Bronze d'Ascoli (89 a. C.) documenta la participació de genets de Salduie en la Península Itàlica i l'excepcional recompensa de la ciutadania romana pel valor mostrat) i decora els paviments de les seves cases amb mosaics. Fins i tot van adoptant la religió de la cultura hegemònica, per mitjà del sincretisme de les deïtats locals amb les romanes. El Bronze II de Botorrita (87 a. C.), que documenta un plet a causa de l'aigua, està redactat ja en llatí, de manera que era la lingua franca d'aquesta època a la zona. El testimoni que aporta aquest complicat procediment jurídic testifica la submissió de les gents de Salduie i els seus voltants al dret romà al començament del primer segle abans de la nostra era.
L'aspecte de Salduie està documentat per les troballes sorgides a partir del 1991 de murs que parapetaven les terrasses fluvials de l'Ebre i altres solars amb restes domèstiques que donaven compte de l'existència des de mitjan segle I a. C. i abans de la fundació de la Colònia Caesar Augusta (14 a. C.) de cases fabricades amb un sòcol de carreus d'alabastre recrescuts en tova. Els murs serien decorats, com passa en el Cabezo d'Alcalá (Azaila) amb pintures o, més senzillament, arrebossats amb calç. Els paviments eren de cendra o graveta piconada, però apareixen alguns mosaics en els paviments més luxosos d'opus signinum, amb dibuixos fets de tessel·les embotides en morter. Tot això indica que abans de la fundació colonial, Salduie era una ciutat molt romanitzada, l'arquitectura domèstica uitilizaba decoracions itàliques i que, molt probablement, ja disposava d'un fòrum públic dotat de gran mercat cobert abans de l'època de Cèsar August, a jutjar per les últimes conclusions sobre les restes del Fòrum romà de Caesaraugusta.

Epigrafia ibèrica
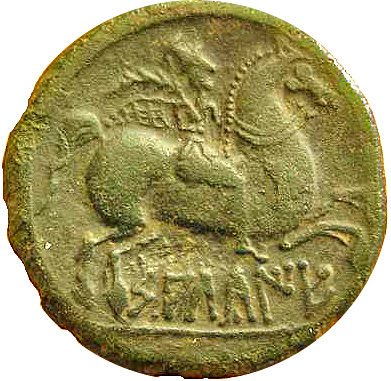
Revers d'un as de Salduie. El nom de la ciutat apareix en la inscripció ibera
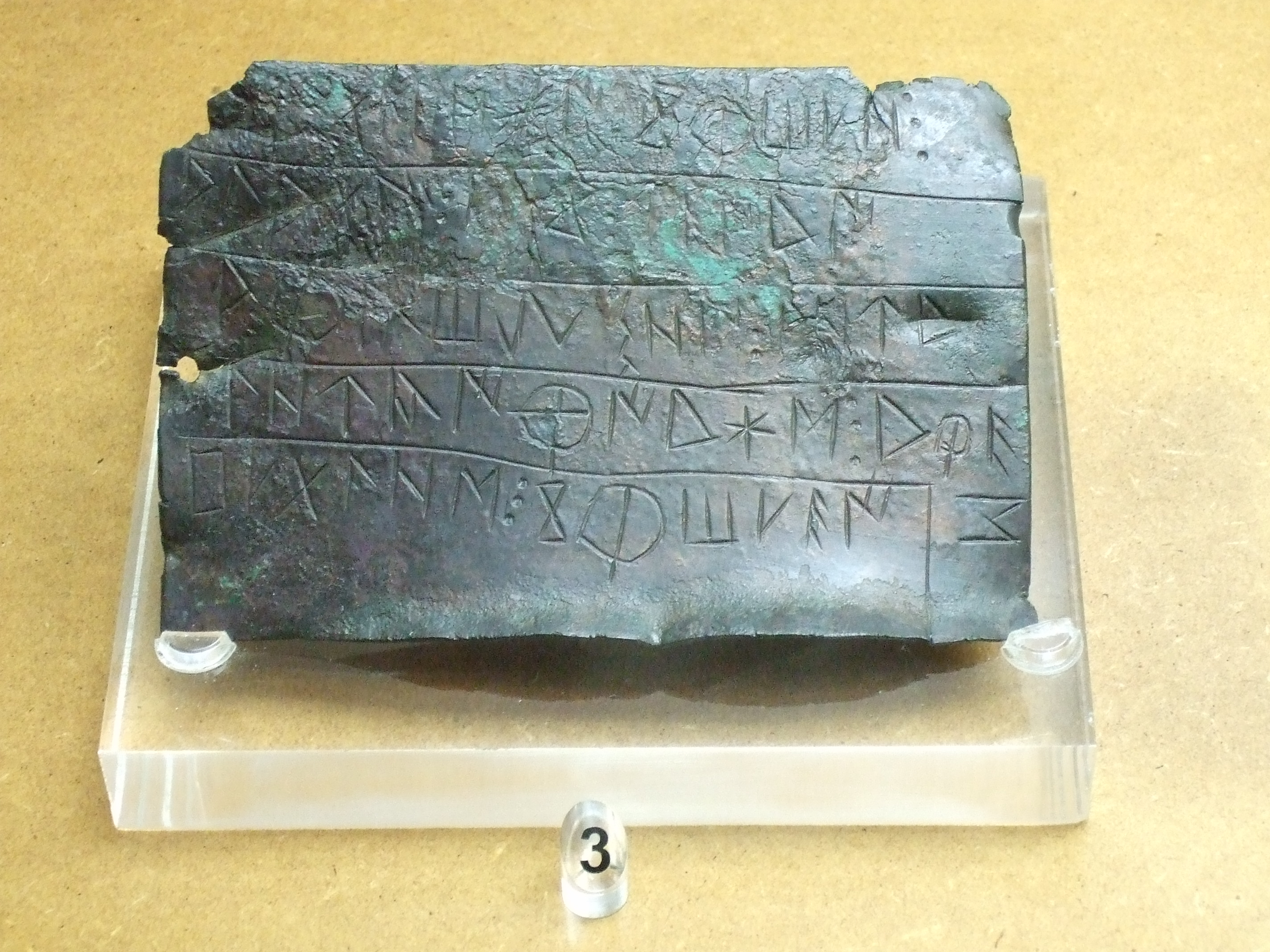
Escriptura ibera. Bronze trobat en el límit entre les actuals províncies de Sòria i Saragossa. Segle I a.C.

### El bronze d'Ascoli

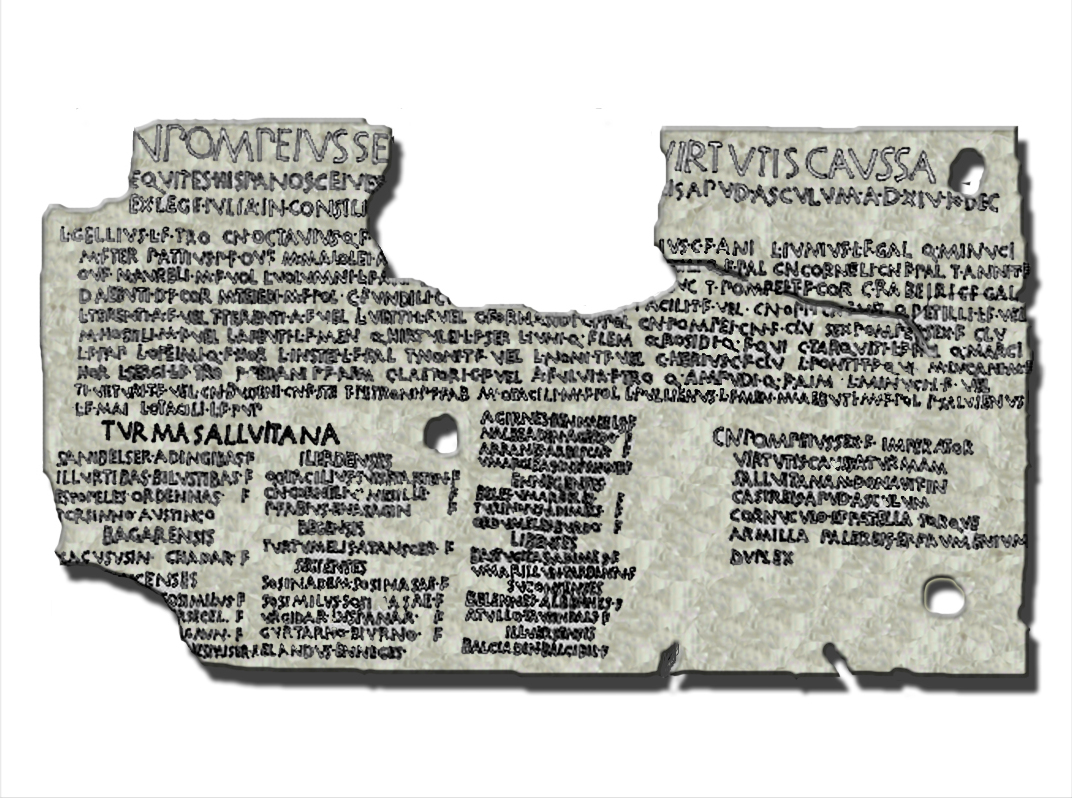
Bronze d'Ascoli (89 a.C.), on s'esmenten els components de l'esquadró de cavalleria saragossana (TURMA SALLUITANA) que, a causa del seu valor, van ser recompensats amb la plena ciutadania romana

El bronze d'Ascoli és una placa de bronze inscrita de l'any 89 a.C. trobada en 1908 a Roma, Itàlia. Conté una informació que documenta la presència de genets de Salduie participant com a tropes auxiliars a la Península Itàlica en l'exèrcit de Roma durant la Guerra dels Aliats (Bellum sociale), que els va enfrontar als seus socii itàlics que reclamaven condicions d'igualtat i ciutadania romana.
Bàsicament compte els mèrits de la TVRMA SALLVITANA en la presa d'Ascoli durant la Guerra Social o dels Aliats (cap al 90 a. C.) i dona una llista dels seus components, que com a premi van obtenir la ciutadania romana. Són els primers peregrini (soldats estrangers) als quals se'ls concedeix aquest honor.
El nom de TVRMA SALLVITANA prové del fet que l'esquadró de cavalleria va ser allistat en Salduie, tot i que els seus membres fossin originàriament de diverses altres àrees en les de les actuals Navarra, La Rioja, Aragó o Catalunya. Això permet entreveure que Salduie començava a destacar en importància sobre altres ciutats de l'àrea i també la primerenca influència romana a la ciutat.

### El bronze de Botorrita

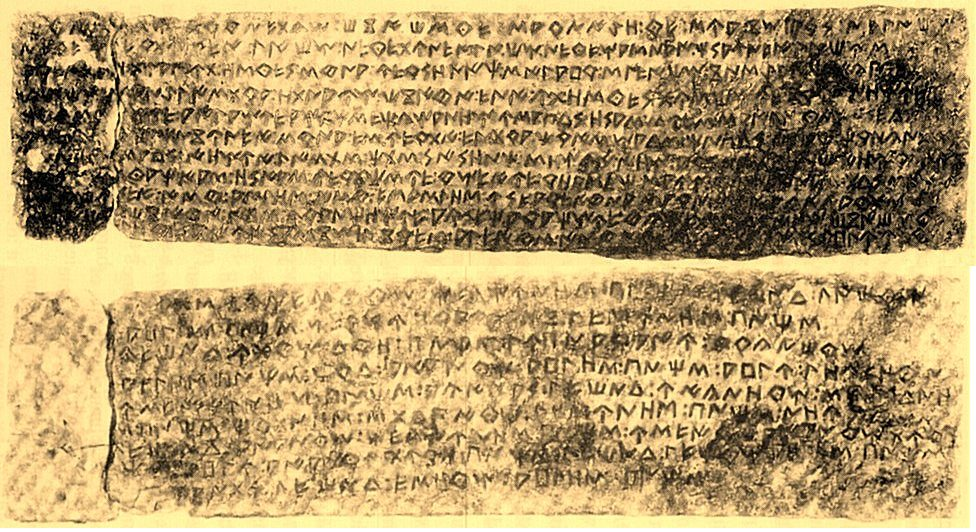
Bronze de Botorrita I

El bronze de Botorrita I és el més gran de quatre fragments de bronze amb inscripcions en llengua celtibèrica escrit en un alfabet de tipus ibèric i el contingut sembla un document contractual. Aquesta llengua està encara per desxifrar, però s'ha pogut transcriure alfabèticament. Molt del seu contingut són noms propis de persona. Pel que fa a la seva cronologia, pot datar-se entre el segle ii i el primer quart del segle I a. C.
El bronze de Botorrita II és un text en llatí, l'únic traduït dels tres bronzes de Botorrita, que dona notícia d'un plet de l'any 87 a. C. entre els habitants de Salduie i Alaun (actual Alagó) per una canalització d'aigües que volien realitzar els primers. Ambdues parts van acceptar l'arbitratge del senat de Contrebia Belaisca (Botorrita, Saragossa), que va sentenciar a favor de Salduie. És la primera querella documentada en la península Ibèrica.